# Ernesto Geisel
Ernesto Beckmann Geisel (ur. 3 sierpnia 1907 w Bento Gonçalves, zm. 12 września 1996 w Rio de Janeiro) – brazylijski generał, polityk, prezydent Brazylii od 15 marca 1974 do 15 marca 1979.
W okresie pełnienia funkcji prezydenta Geisel rozpoczął mozolny proces demokratyzacji państwa (Distensão). Następcą Geisela został generał Joao Baptista Fiqueiredo.

## Odznaczenia
Brazylijskie
- Krzyż Wielki Orderu Narodowego Zasługi (1974) – ex officio
- Krzyż Wielki Orderu Zasługi Marynarskiej (1974) – ex officio
- Krzyż Wielki Orderu Zasługi Wojskowej (1974) – ex officio
- Krzyż Wielki Orderu Zasługi Lotniczej (1974) – ex officio
- Krzyż Wielki Orderu Rio Branco (1974) – ex officio
- Wielki Mistrz Orderu Zasługi Sądownictwa Wojskowego (1974) – ex officio[1]
- Krzyż Wielki Orderu Zasługi Sądownictwa Wojskowego (1968)[1]
- Wysokie Wyróżnienie Orderu Zasługi Sądownictwa Wojskowego (1967)[1]
- Krzyż Złoty Medalu Zasługi Mauá (1974) – ex officio
- Krzyż Wielki Orderu Zasługi Pracy (1974) – ex officio
- Wielki Łańcuch Orderu Zasługi Sądownictwa Pracy (1974)

Zagraniczne
- Łańcuch Orderu św. Jakuba od Miecza (1977, Portugalia)[2]
- Łańcuch Orderu Infanta Henryka (1979, Portugalia)[2]
- Krzyż Wielki Orderu Legii Honorowej (1976, Francja)[3]
- Łańcuch Orderu Chryzantemy (1976, Japonia)[4]
- Krzyż Wielki Orderu Łaźni (1976, Wielka Brytania)